# Orgel der Festung Kufstein
Die Heldenorgel in der Festung Kufstein wurde erstmals 1931 als Tönendes Denkmal errichtet, d. h. als Kriegerdenkmal für die Gefallenen des Ersten Weltkriegs.
Nach einem technischen Neubau 1971 sowie einer Erweiterung 2009 und mit 4.948 Pfeifen versehen galt sie seit dem Jahr 2009 als größte Freiluftorgel der Welt. 2015 wurde dieser Rekord durch die Vergrößerung der Austin-Orgel im Spreckels Organ Pavilion (Balboa Park, San Diego) gebrochen: sie enthält 5.017 Pfeifen.

## Geschichte
Max Depolo (* 13. September 1888 in Stein in Krain; † 24. August 1971 in Innsbruck), der 1911 das populäre Kaiserjägerlied Wir Jäger lassen schallen ein froh gewaltig Lied … gedichtet hatte, gab im Juni 1924 den Anstoß, eine große Freiluftorgel in Kufstein zu errichten. Sie sollte auch dem „Fremdenverkehr einen kräftigen Anstoß geben“. 1926 wurde eine Riesenfreiorgel mit 80 Registern geplant, die Vinzenz Goller befürwortete. Sie sollte von der Salzburger Orgelbau-AG Cäcilia errichtet werden.
In Kufstein gab es zunächst Bedenken, dass die veranschlagten Kosten von 300.000 S nicht allein aus Spenden gedeckt werden könnte, und damit die Stadt Kufstein und der Steuerzahler einen erheblichen Teil der Kosten zu tragen hätte. Diese Bedenken versuchte der Direktor der Orgelbauanstalt Cäcilia bei einem Vortrag am 11. November 1927 zu zerstreuen: Direktor Franz Laval wies darauf hin, dass „von deutschen Vereinen, besonders in Amerika“ Mittel eingeworben werden könnten. Zuvor waren Einladungsschreiben nach Amerika gesandt worden. Die Finanzierung sollte durch die Zeichnung von Patenschaften für die Orgelpfeifen erfolgen:

„Der Werbeausschuß für dieses Heldendenkmal des deutschen Volkes denkt sich die Aufbringung der Summe so, daß Behörden, Vereine, Familien oder Einzelpersonen im Gedächtnisse an ihnen nahestehende gefallene Helden je eine Pfeife oder ein Register oder Bruchteile davon zeichnen: 1200 Pfeifen zu 100 S = 120.000 S, 1600 Pfeifen zu 80 S = 128.000 S, 1700 Pfeifen zu 50 S = 85.000 S würden die aufzuwendenden Kosten hereinbringen. In der Anlage der Orgel sollen die Namen der Spender ersichtlich gemacht werden. Namhafte Firmen Oesterreichs und Deutschlands haben Widmungen zugesagt; das mächtigste Register des Instrumentes, die Bombarde 32', wird auf Grund der Widmung eines Industriellen für das 82. deutsche Infanterieregiment Göttingen erklingen.“

Am 1. Dezember 1930 wurde „im Einvernehmen mit den Sachverständigen der Hochschule für Musik in Wien“ der Auftrag zum Bau eines infolge der Weltwirtschaftskrise wesentlich bescheidener geratenen Instruments an die Firma E. F. Walcker & Cie. aus Ludwigsburg vergeben. Die Disposition erstellte Franz Schütz, der auch später das Abnahmegutachten ausfertigte. Das Instrument mit elektrischer Traktur wurde in den folgenden Monaten in den Bürgerturm der Festung eingebaut und war zur damaligen Zeit bereits die größte Freiluftorgel der Welt. Sie hatte 26 Hochdruck-Register und ein Glockenspiel, verteilt auf zwei Manuale und Pedal. Der Organist bespielte die Orgel von einem 90 m entfernten Spieltisch, welcher in einem Spieltischhäuschen stand, das zu diesem Zweck eigens errichtet wurde. Durch den Einbau einer Organola konnte die Orgel auch ohne einen Organisten zum Klingen gebracht werden.
Die Einweihungsfeierlichkeiten fanden am Sonntag den 3. Mai 1931 statt, eine Woche vor Beginn der Deutschen Bankenkrise. Nach vorsichtiger Schätzung waren über 20.000 Gäste (darunter 15.000 Auswärtige) in Kufstein anwesend. Die kirchliche Weihe nahm Fürsterzbischof Ignatius Rieder vor, der auch die Begrüßungsrede hielt und eine Feldmesse im Hof der Festung zelebrierte. Die Festrede hielt der Bürgermeister von Kufstein, Georg Pirmoser, als weiterer Redner trat der Bundespräsident der Republik Österreich, Wilhelm Miklas, in Erscheinung. Auch der Abgeordnete Kurt Schuschnigg hielt eine Festrede. Neben zahlreichen Vereinen waren Abordnungen des Österr. Bundesheeres und des Deutschen Stahlhelms vertreten, ebenso der Deutsche Gesandte in Wien, Kurt Rieth. Nach den Festreden erklang nach einem Moment der Stille die Orgel zum ersten Mal, gespielt von Franz Schütz mit dem Kirchenlied Großer Gott, wir loben dich. Die Stadt Kufstein sandte an den deutschen Reichspräsidenten Paul von Hindenburg folgendes Telegramm:

„Bei der Einweihung der Heldenorgel auf der Feste Geroldseck, des Ehrenmales für die im Weltkriege gefallenen Deutschen und Oesterreicher, gedenken in Ehrfurcht und Treue ihres bewährten Führers im Felde und nunmehrigen Oberhauptes des deutschen Volkes die anwesenden deutschen und österreichischen Kriegskameraden und Festteilnehmer.“

Die Eröffnungsfeierlichkeiten wurden von Radio-Wien sowie in Deutschland von den Sendern Leipzig, Berlin und München übertragen.
1931 wurde Fritz Heitmann für Konzerte auf der Heldenorgel verpflichtet.

## Kritik

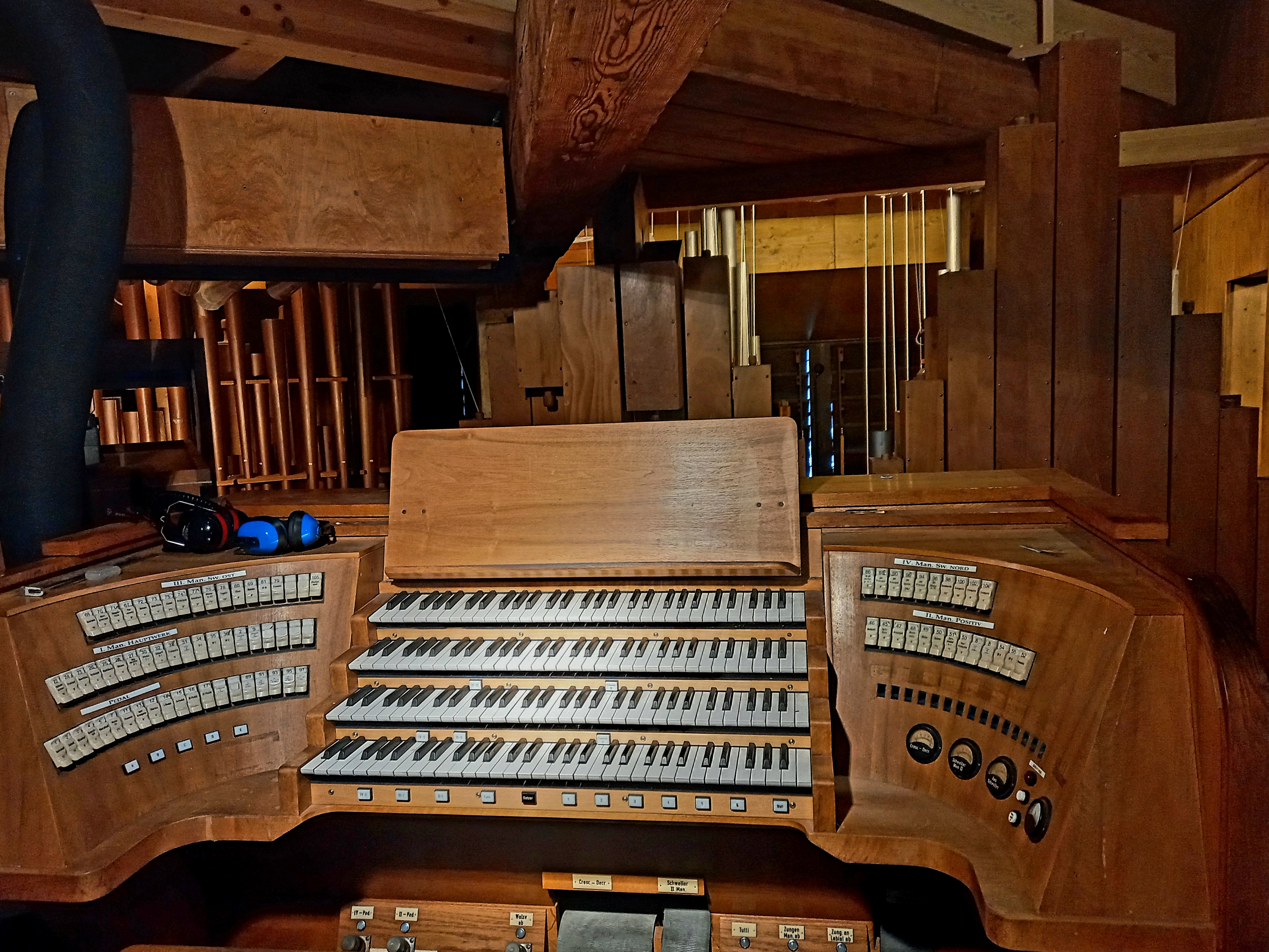
Spieltisch von 1971 (heute im Innern der Orgel)

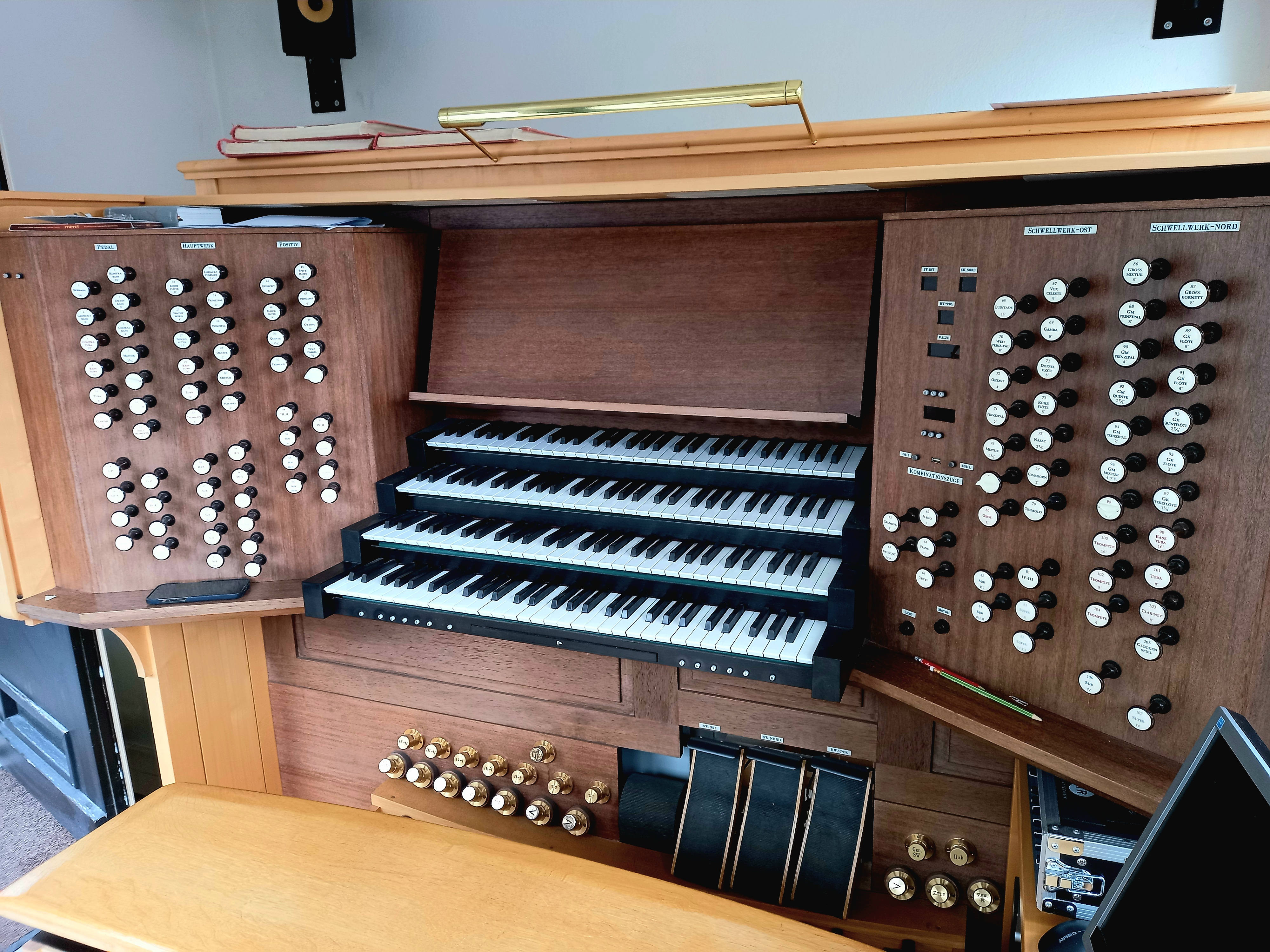
Spieltisch seit 2009

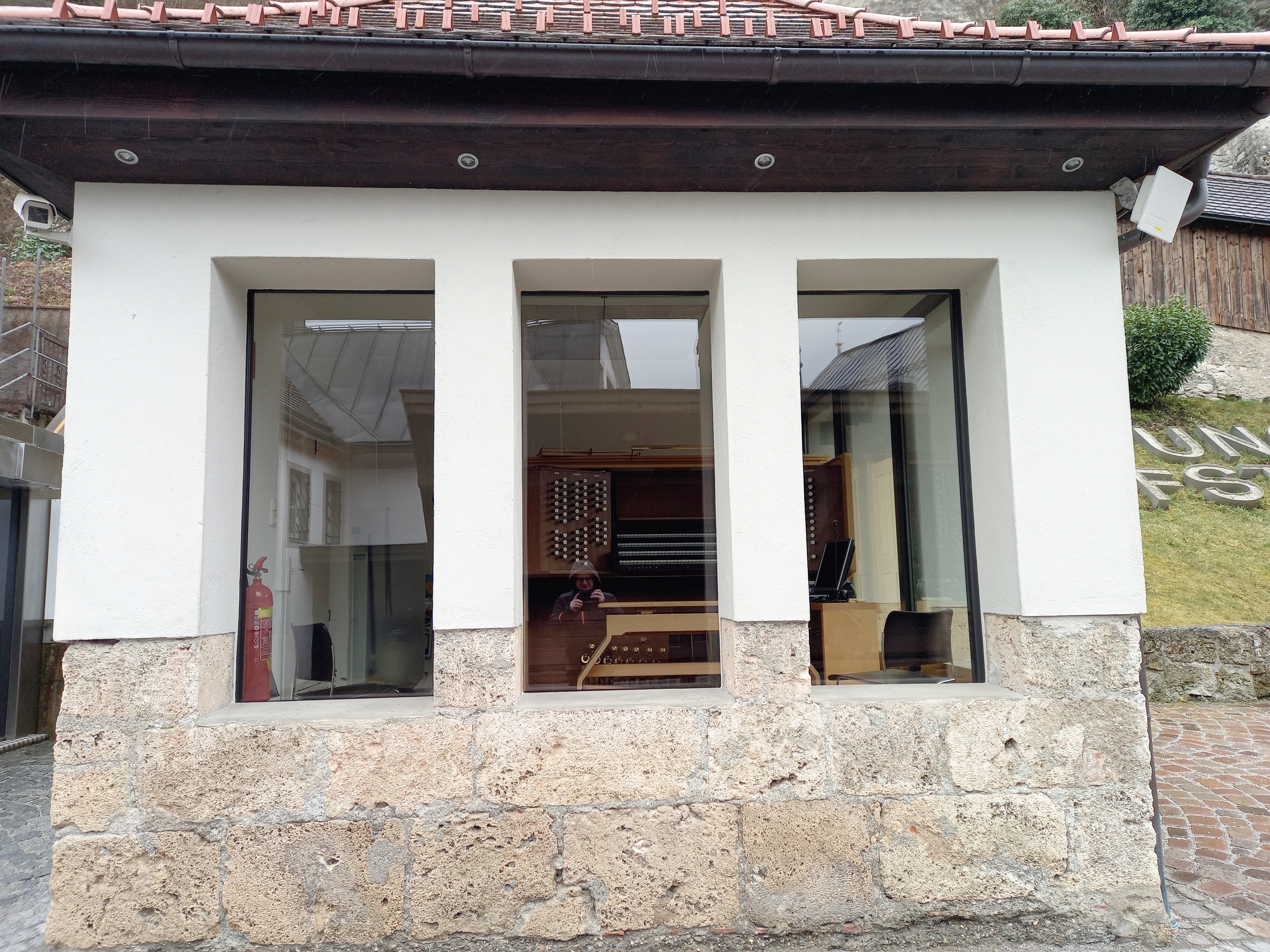
Spieltischhäuschen

Die Salzburger Wacht warf den Betreibern 1929 vor, die Heldenorgel würde
... ein Monument der reichsdeutschen und österreichischen Reaktion übelster Färbung:

„Im März des Jahres 1928 bildete sich in Kufstein ein Verein zur Errichtung einer sogenannten ‚Heldenorgel‘. Allerdings hatte man vorher im ‚vorbereitenden Ausschüsse‘ nicht gleich an die Helden gedacht, sondern nur die Errichtung einer ‚Riesenorgel‘ geplant, um in Kufstein ein Zugstück für die Fremdenwerbung zu haben. Später kam man dann darauf, daß das Schnorren um Beiträge bedeutend leichter geht, wenn man der Sache den Heldenmantel umhängt, und so wird nun zum Gedenken an die gefallenen Helden des glorreichen Weltkrieges und zugunsten der Kriegsblinden eine ‚Heldenorgel‘ errichtet, das heißt, man geht nun wieder fleißig unter dieser Flagge schnorren. Schaut man sich den Finanzierungsplan dieser ‚Heldenorgel‘ an, so kann man getrost Gift darauf nehmen, daß von den lebenden bedauernden Kriegsblinden nicht ein einziger jemals einen Groschen bekommen wird. Im Ausschuß befinden sich größtenteils Geschäftsleute, Wirte, abgetakelte Offiziere und Heimatwehrgrößen. Das notwendige Baugeld soll hauptsächlich durch Garanten aufgebracht werden, das heißt, das Geld wird von einem Geldinstitut vorgestreckt und die interessierten Kreise stellen hiefür Bürgen. Die Einnahmen aus den Orgelvorträgen dienen nun zur Verzinsung und Abzahlung der Bauschuld, und wenn die einmal erledigt ist und indessen nicht wieder Reparaturkosten und dergleichen auftauchen, dann, ja dann sollen die Kriegsblinden ihren Obulus erhalten. Selbstverständlich wird auch fortlaufend gesammelt und werden Feste zugunsten des Orgelfonds veranstaltet, doch ist wohl zu hoffen, daß kein Arbeiter so dumm ist und seine sauer erarbeiteten Groschen den Haifischen der Kriegs- und Nachkriegszeit hinwirft. Zum Beginne des Orgelwirbels hatte man viel höhere Pläne: die Orgel sollte eine der größten der Welt werden und insbesondere der damalige Direktor der Salzburger Orgelbauanstalt ‚Cäzilia‘ namens Laval bemühte sich, die Errichtung einer möglichst großen Orgel durchzusetzen. Mittlerweile hat man es sich ober besser überlegt und man bescheidet sich nun mit der Errichtung einer Orgel mit 27 Registern statt der geplanten 80, doch soll der Spaß immerhin noch auf mindestens 90.000 Schilling kommen, von denen man schon rund 30.000 Schilling zusammengefochten hat. Die bisherigen Orgelpfeifenspender waren meist reichsdeutsche und österreichische Industrielle und reaktionäre Regimentsverbände, wie ja auch die ganze Kufsteiner Orgelgeschichte vom erzreaktionärem Kaiserjägerbund in die Wege geleitet wurde. Sollte die Orgel wirklich zustandekommen, so kann man sich heute schon vorstellen, was für eine reaktionäre, arbeiterfeindliche Gesellschaft sich bei den Eröffnungsfeierlichkeiten in Kufstein einfinden wird, und es steht außer Zweifel, daß damit Kufstein das ständige Stelldichein dieser Herrschaften werden wird, denn nicht umsonst hat man die ‚Heldenorgel, dieses Kriegsdenkmal des deutschen Volkes‘ ausgerechnet in das sonst wohl nicht allzuviel bedeutende Grenzstädtchen Kufstein verlegt. Nicht ein Kriegerdenkmal wird diese Orgel darstellen, sondern einzig und allein einen Opferstock für den Geldbeutel der bürgerlichen Geschäftsleute und ein Monument der reichsdeutschen und österreichischen Reaktion übelster Färbung. Die im Weltkrieg hingeschlachteten Millionen von Menschen und die Tausenden von armen Kriegsblinden sollen hiefür die Staffage abgeben.“

Krieg ist Mord
Nach Fertigstellung der Orgel wurde die Widmung des Instruments in einer österreichischen unabhängigen Wochenschrift für alle Frauen kritisiert. In einem Text, der mit dem Schlagbegriff Krieg ist Mord untersetzt ist, wird u. a. die Frage aufgeworfen: Wann endlich werden wir das Aushängeschild „Helden“ wegtun?

## Instrumente

### Erste Walcker-Orgel von 1931
„Die Orgel wiegt 7000 kg, hat einen Rauminhalt von 200 cbm und eine Grundfläche von 60 qm. Zum Betrieb der Heldenorgel werden 3 Motoren von insgesamt 6 PS und eine Dynamomaschine verwendet. Ein Selbstspielapparat ‚Organola‘ ermöglicht den Betrieb auch auf automatischem Wege.“

 Bis zur Erweiterung 1971 umfasste die Orgel 1831 Pfeifen, 26 Register auf zwei Manualen mit Kegelladen.
| I. Manual (schwellbar) C–g3 |                        |     |
| 1.                          | Bordun (C-f1 = Nr. 16) | 16′ |
| 2.                          | Principal major        | 8′  |
| 3.                          | Doppelflöte            | 8′  |
| 4.                          | Fugara                 | 4′  |
| 5.                          | Kornett VI-X           |     |
| 6.                          | Cymbel III-IV          |     |
| 7.                          | Trompete               | 8′  |
|                             | Glockenspiel           |     |

| II. Manual (schwellbar) C–g3 |                          |       |
| 8.                           | Principal                | 8′    |
| 9.                           | Gamba/Vox coelestis I-II | 8′    |
| 10.                          | Octave                   | 4′    |
| 11.                          | Quinte                   | 2 ⁄3′ |
| 12.                          | Oktav                    | 2′    |
| 13.                          | Mixtur V-VI              |       |
|                              | Tromba (Ext. Nr. 14)     | 16′   |
| 14.                          | Helltrompete             | 8′    |
|                              | Clairon (Ext. Nr. 14)    | 4′    |

| Pedal (schwellbar) C–f1 |                         |     |
| 15.                     | Kontrabass              | 16’ |
| 16.                     | Subbaß                  | 16′ |
|                         | Violon (= Nr. 8)        | 8′  |
|                         | Octave (= Nr. 10)       | 4′  |
|                         | Mixtur V-VI (= Nr. 13)  |     |
|                         | Tuba (Ext. Nr. 7)       | 16′ |
|                         | Tromba (Ext. Nr. 14)    | 16′ |
|                         | Helltrompete (= Nr. 14) | 8′  |
|                         | Clairon (Ext. Nr. 14)   | 4′  |

- Koppeln: II/I, I/P, II/P, P/I

Suboktavkoppeln: II/I, II/II
Superoktavkoppeln: I/I, II/I, II/II, I/P, II/P
- Spielhilfen: zwei freie Kombinationen, Crescendowalze, Schwelltritte, Handregister ab, Tutti, Walze ab, Zungenabsteller, zwei Tremulanten

### Zweite Walcker-Orgel von 1971
1970/71 wurde die erste Heldenorgel durch einen technischen Neubau der Firma Walcker aus Ludwigsburg ersetzt. Zunächst wurde lediglich das Positiv 1970 als Teilausbau realisiert, um die Auswirkung des hohen Winddrucks auf die Funktion von Schleifladen zu testen. Nachdem dieser Test erfolgreich verlaufen war, wurde die neue Heldenorgel bis 1971 auf mit elektrischen Schleifladen erbaut. In diesem Zuge konnte der Tonumfang der Manuale auf C-c4 sowie der Pedalumfang von C-g1 realisiert werden. Aus der ersten Heldenorgel von 1931 wurden 11 der 16 Register wiederverwendet. Bis zur Erweiterung 2008 umfasste die Orgel 4.307 Pfeifen, 46 Register auf vier Manualen und diverse Spielhilfen.
| I Hauptwerk C–c4 |     |
| Gedacktpommer    | 16′ |
| Prinzipal        | 8′  |
| Rohrflöte        | 8′  |
| Prinzipal        | 4′  |
| Nachthorn        | 4′  |
| Oktave           | 2′  |
| Sesquialter III  |     |
| Mixtur VII       | 2′  |
| Scharff V        | 1′  |
| Trompete         | 8′  |

| II Schwellwerk C–c4 |       |
| Quintade            | 16′   |
| Weitprinzipal       | 8′    |
| Doppelflöte         | 8′    |
| Gamba               | 8′    |
| Vox Céleste         | 8′    |
| Oktave              | 4′    |
| Rohrflöte           | 4′    |
| Nasard              | 2 ⁄3′ |
| Prinzipal           | 2′    |
| Gemshorn            | 2′    |
| Mixtur VI–VIII      | 1 ⁄3′ |
| Fagott              | 16′   |
| Oboe                | 8′    |
|                     |       |
| Tremulant           |       |

| III Positiv C–c4 |       |
| Spitzflöte       | 8′    |
| Gedeckt          | 8′    |
| Prinzipal        | 4′    |
| Blockflöte       | 4′    |
| Oktave           | 2′    |
| Quinte           | 1 ⁄3′ |
| Terzzimbel IV    | 1⁄2′  |
| Kopftrompete     | 8′    |
|                  |       |
| Tremulant        |       |

| IV Block- und Bombardwerk C–c4 |     |
| Großmixtur VIII–XI             | 8′  |
| Trompete                       | 16′ |
| Trompete                       | 8′  |
| Trompete                       | 4′  |
| Glockenspiel                   |     |

| Pedal C–f1   |       |
| Kontrabass   | 16′   |
| Subbass      | 16′   |
| Oktavbass    | 8′    |
| Gedecktbass  | 8′    |
| Choralbass   | 4′    |
| Mixtur VI    | 2 ⁄3′ |
| Bombarde     | 32′   |
| Posaune      | 16′   |
| Helltrompete | 8′    |
| Clairon      | 4′    |

- Koppeln:
  - Normalkoppeln: II/I, III/I, IV/I, III/II, IV/II, IV/III, I/P, II/P, III/P, IV/P
  - Superoktavkoppeln: II/I, III/I, IV/I, III/II, IV/II, IV/III, I/P, II/P, III/P, IV/P
  - Suboktavkoppeln: II/I
- Spielhilfen: 30 Setzerkombinationen, Tutti, Crescendowalze mit Anzeiger, Walze ab, Manual 16′ ab, Manual Zungen ab, Zungen ab, Zungenchor an/Labiale ab, Schweller für II. Manual, Generalschweller

### Erweiterung durch Eisenbarth 2009
2009 wurde eine Ergänzung auf 65 Register (inklusive Auszüge) und der Neubau des Spieltischs sowie der elektrischen Traktur durch die Firma Orgelbau Eisenbarth (Passau), die die Orgel seither auch betreut, durchgeführt. Das 500-adrige Kupferkabel wich einem Glasfaserkabel. Die Orgel wurde in drei Kammern aufgeteilt, um ihren Klang mit stufenlos regelbaren Lamellen an den Austrittsfenstern steuern zu können. Seitdem umfasst das Instrument 4948 Pfeifen und eine elektronische Setzeranlage. Nach Umbau des Spieltischhäuschens kann man den Organisten bei seinem Vortrag auch sehen. Der Organist kann sein Spiel durch eine Lautsprecheranlage verzögerungsfrei hören, während der Orgelklang infolge der Schallgeschwindigkeit mit einigen Zehntelsekunden Verspätung bei den Zuhörern ankommt.

## Aktuelle Disposition
| I Hauptwerk C–c4 |                   |        |     |
| 1.               | Gedacktpommer     | 016′   |     |
| 2.               | Prinzipal         | 08′    | (W) |
| 3.               | Rohrflöte         | 08′    |     |
| 4.               | Prinzipal         | 04′    | (W) |
| 5.               | Nachthorn         | 04′    |     |
| 6.               | Sesquialter III   | 02 ⁄3′ |     |
| 7.               | Oktave            | 02′    | (W) |
| 8.               | Mixtur VII        | 02′    |     |
| 9.               | Scharff V         | 01′    |     |
| 10.              | Basstuba          | 16′    | (E) |
|                  | Tuba (Ext. Nr.10) | 08′    | (E) |
| 11.              | Trompete          | 08′    | (W) |

| II Positiv C–c4 |               |        |
| 12.             | Spitzflöte    | 08′    |
| 13.             | Gedeckt       | 08′    |
| 14.             | Prinzipal     | 04′    |
| 15.             | Blockflöte    | 04′    |
| 16.             | Oktave        | 02′    |
| 17.             | Quinte        | 01 ⁄3′ |
| 18.             | Terzzimbel IV | 01⁄2′  |
| 19.             | Kopftrompete  | 08′    |
|                 | Tremolo       |        |

| III Schwellwerk Ost C–c4 |                |        |     |
| 20.                      | Quintade       | 16′    |     |
| 21.                      | Weitprinzipal  | 08′    | (W) |
| 22.                      | Doppelflöte    | 08′    | (W) |
| 23.                      | Gamba          | 08′    | (W) |
| 24.                      | Vox celeste    | 08′    | (W) |
| 25.                      | Oktave         | 04′    |     |
| 26.                      | Rohrflöte      | 04′    |     |
| 27.                      | Nasat          | 02 ⁄3′ | (W) |
| 28.                      | Prinzipal      | 02′    |     |
| 29.                      | Gemshorn       | 02′    |     |
| 30.                      | Mixtur VI–VIII | 01 ⁄3′ |     |
| 31.                      | Fagott         | 16′    |     |
| 32.                      | Oboe           | 08′    |     |
|                          | Tremolo        |        |     |

| IV Block- und Bombardwerk C–c4 |                    |         |     |
| 33.                            | Großmixtur VIII–XI | 08′     |     |
|                                | Prinzipal (GM)     | 08′     |     |
|                                | Prinzipal (GM)     | 04′     |     |
|                                | Quinte (GM)        | 02 ⁄3′  |     |
|                                | Prinzipal (GM)     | 02′     |     |
|                                | Mixtur IV-VII (GM) |         |     |
| 34.                            | Großkornett V      | 08′     | (E) |
|                                | Flöte (GK)         | 08′     | (E) |
|                                | Flöte (GK)         | 04′     | (E) |
|                                | Quinte (GK)        | 02 ⁄3′  | (E) |
|                                | Flöte (GK)         | 02′     | (E) |
|                                | Terzflöte (GK)     | 01 3⁄5′ | (E) |
| 35.                            | Bombarde           | 32′     | (E) |
| 36.                            | Trompete           | 16′     |     |
|                                | Tuba (= Nr.10)     | 16′     | (E) |
|                                | Tuba (Ext. Nr.10)  | 08′     | (E) |
| 37.                            | Clarinet           | 08′     | (E) |
| 38.                            | Trompete           | 08′     |     |
| 39.                            | Trompete           | 04′     |     |
|                                | Glockenspiel       |         | (W) |

| Pedal C–g1 |                         |        |     |
| 40.        | Kontrabass              | 16′    | (W) |
| 41.        | Subbass                 | 16′    | (W) |
| 42.        | Oktavbass               | 08′    |     |
| 43.        | Gedecktbass             | 08′    |     |
| 44.        | Choralbass              | 04′    |     |
| 45.        | Mixtur VI               | 02 ⁄3′ |     |
|            | Contratuba (Ext. Nr.10) | 32′    | (E) |
|            | Bombarde (= Nr. 36)     | 32′    |     |
| 46.        | Posaune                 | 16′    |     |
|            | Tuba (= Nr. 10)         | 16′    | (E) |
|            | Tuba (Ext. Nr.10)       | 08′    | (E) |
|            | Helltrompete (= Nr.38)  | 08′    |     |
|            | Clarine (= Nr. 39)      | 04′    |     |

- Koppeln:
  - Normalkoppeln: II/I, III/I, IV/I, III/II, IV/II, IV/III, I/P, II/P, III/P, IV/P
  - Suboktavkoppeln: I/I, II/I, III/I, IV/I, II/II, III/II, IV/II, III/III, IV/III, IV/IV
  - Superoktavkoppeln: I/I, II/I, III/I, IV/I, II/II, III/II, IV/II, IV/III, IV/IV, I/P, II/P, III/P, IV/P
- Spielhilfen: Setzeranlage mit 10.000 Kombinationen, Crescendowalzen W1 und W2 mit Anzeiger, Walze ab Manual, USB-Anschluss, programmierbares Spielaufzeichnungsgerät
- Anmerkungen

(E) = neues Register von Eisenbarth (2008, 2009)
(W) = altes Register aus der ersten Heldenorgel von Walcker (1931)
(GM) = Vorab-Auszug aus der Großmixtur VIII-XI 8' (Nr. 34)
(GK) = Vorab-Auszug aus dem Großkornett V 8' (Nr. 40)
Register ohne nähere Bezeichnung stammen von Walcker (1971)

## Technische Daten
- 46 Register (4.948 Pfeifen), inklusive Auszüge 65
- Glockenspiel mit 30 Glocken
- Windversorgung:

  - Winddruck in mmWS: 470.
- Spieltisch:
  - Freistehend.
  - 4 Manuale, Pedal.
  - Registerzüge, Registerwippen.
- Trakturen:
  - Tontraktur: Opto-elektrisch.
  - Registertraktur: Opto-elektrisch.

## Panoramafoto der Heldenorgel

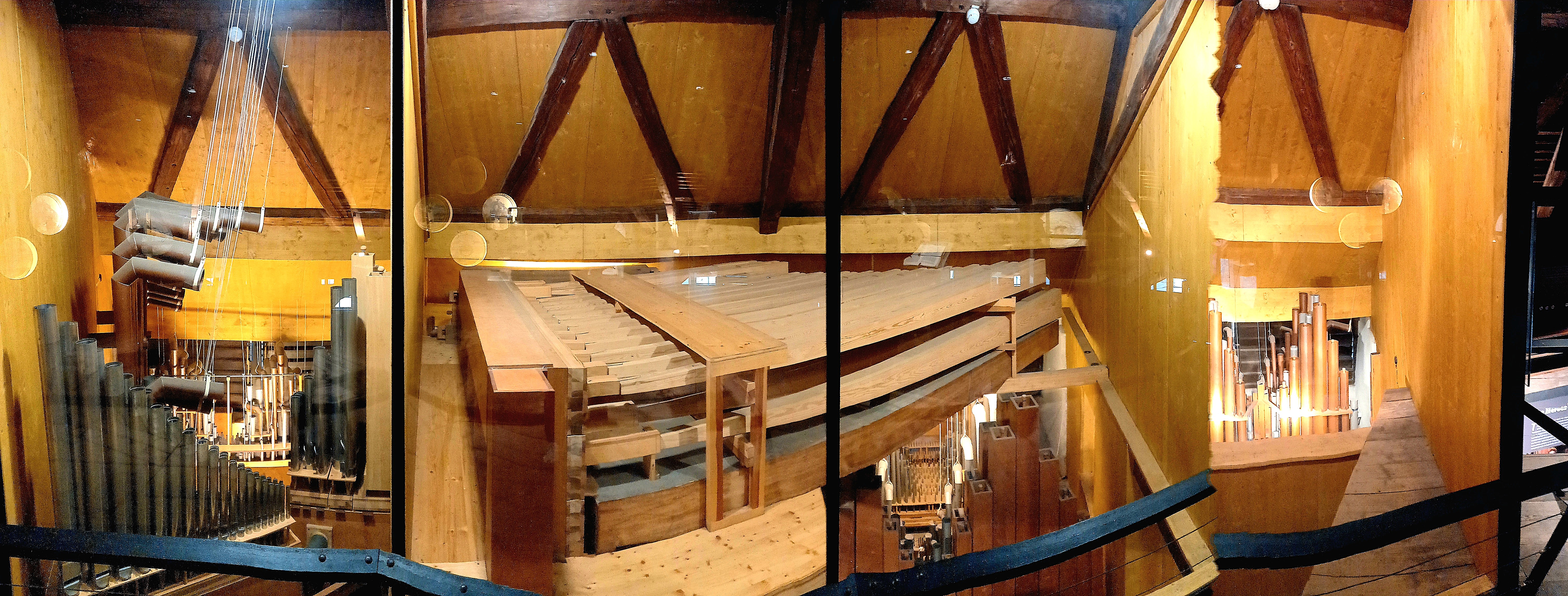
Links: Bombardewerk (IV)
Mitte: Contratuba 32' und Kontrabass 16' (horizontal), darunter Hauptwerk (I) und Positiv (II)
rechts: Schwellwerk (III)

## Konzert
Die Heldenorgel wird täglich mittags um 12:00 Uhr – in den Monaten Juli und August zusätzlich abends um 18:00 Uhr – zum Gedenken an die Gefallenen beider Weltkriege gespielt. Seit dem 30. Mai 1981, dem 50-Jahr-Jubiläum der Orgel, wird dabei auch aller Opfer von Gewalt gedacht.
Am Ende des etwa zehnminütigen Vortrages erklang bis 2022 in einer Orgelfassung die Weise vom Guten Kameraden. Im Zuge der Umwidmung der Orgel beschloss der Gemeinderat am 16. November 2022, ab dem Jahr 2023 solle ein anderes, jährlich wechselndes Lied das tägliche Orgelspiel beenden (2023 die Europahymne).
Das Volle Werk ist in der ganzen Stadt zu hören, bei günstigen Witterungs- und Windverhältnissen sogar bis ins Kaisertal.

## Neuwidmung
Im Jahr 2022 entstand, im Laufe einer Initiative des Kulturreferenten Klaus Reitberger, eine emotional geführte Diskussion über den Namen und die Widmung der Orgel, sowie über das bisher täglich gespielte Schlusslied Ich hatt’ einen Kameraden.
Angestoßen wurde die Diskussion im Rahmen einer literarische Aufarbeitung der Musikgeschichte des 20. Jahrhunderts, beim Projekt Kufstein schreibt Stadtgeschichte. Dabei kritisierte der Autor Franz Gratl den Ist-Zustand.
Der Gemeinderat der Stadtgemeinde Kufstein beschloss in der öffentlichen Gemeinderatssitzung vom 16. November 2022, den Namen „Heldenorgel“ beizubehalten, den Heldenbegriff hier aber neu zu definieren und der Orgel folgende neue Widmung zu verleihen:
„Das Spiel dieser Orgel gelte den Heldinnen und Helden vergangener, gegenwärtiger und künftiger Zeiten.
Sie spielt für den Feuerwehrmann, der sich in die Flammen stürzt, um dich zu finden,
Und für die Bergretterin, die in sternenklarer Nacht frierend unter der Lawine nach dir sucht.
Sie spielt für den Lehrer, der dir inmitten der Zensur noch Wahrheit lehrt,
Und für die Ärztin, die den fallenden Bomben zum Trotz deine Wunden verbindet.
Diese Orgel spielt für unsere Väter und Großväter, die für das Wohl ihrer Kinder manch Opfer erbrachten,
für unsere Mütter und Großmütter, die allen Schwierigkeiten trotzten, um immer für uns da zu sein.
Sie spielt für all jene, die auch in Zeiten ohne Licht und Hoffnung nie den Mut verloren
Und uns zu neuen Taten, neuen Träumen, neuen Anfängen inspirierten.
Diese Orgel spielt für jene, die mit Waffe oder Feder für Freiheit, Frieden und Gerechtigkeit streiten.
Sie spielt auch für jene, die sich mutig der Waffe verweigern und damit Diktaturen trotzen.
Sie spielt für alle, die Sicherheit schaffen und dabei ihre eigene Sicherheit aufs Spiel setzen,
Und für jene, die Lügen entlarven und Wissen verbreiten – vor allem dort, wo es verboten ist.
Diese Orgel spielt für die Journalistin, die an den gefährlichsten Orten ihre Reportagen dreht,
Für den Whistleblower, der alles verliert, um dunkle Machenschaft ans Licht zu bringen,
Für die unbekannte Soldatin, die ihr Leben gab, um Völkermorde zu verhindern,
Und für den Offizier, der desertierte, als man ihm befahl, Verbrechen zu begehen.
Diese Orgel spielt für den Jungen, der in den reißenden Strom springt, um ein Kleinkind zu retten,
Und für das Mädchen, das allen Drohungen trotzt und unermüdlich vor der unbequemen Wahrheit warnt.
Diese Orgel spielt für den politischen Gefangenen, der sich dem Regime mit Hungerstreik widersetzt,
Und für die Künstlerin, die vor Ort versucht, die Schlacht mit Friedensliedern zu verhindern.
Diese Orgel spielt für die Demonstrantin, die barhäuptig ihr Leben für Freiheit riskiert
Und für all jene, die sich sehenden Auges in Gefahr begeben, um anderen Gutes zu tun.
Diese Orgel spielt auch für so viele, die in diesen Zeilen zwar ungenannt bleiben,
Und doch vom selben Geist, vom selben Mut, vom selben Glanz beflügelt sind.
Diese Orgel spielt für alle, die dulden, leiden, frieren, hungern oder sterben,
Damit andere nicht dulden, leiden, frieren, hungern oder sterben müssen.
Diese Orgel spielt für jene, die Heldinnen und Helden werden,
Damit andere nicht Opfer sind.“
Der Gemeinderat Kufstein distanziert sich ausdrücklich von jeglichem ethnonationalistischen, chauvinistischen oder kriegsverherrlichenden Gedankengut, das bei der Erbauung und ursprünglichen Widmung der Heldenorgel offenbar eine Rolle gespielt hat.